# Bill Brown (labdarúgó)
William Dallas Fyfe Brown (Arbroath, 1931. október 8. – Simcoe, 2004. november 30.) skót válogatott labdarúgókapus.

## Pályafutása

### Klubcsapatban
1949 és 1959 között a Dundee csapatában játszott, melynek színeiben 1952-ben megnyerte a skót ligakupát. 1959 és 1966 között a Tottenham Hotspur játékosa volt. Tagja volt az 1961-ben angol bajnoki címet, az 1961-ben és 1962-ben FA-kupát és szuperkupát, valamit az 1963-ban kupagyőztesek Európa-kupáját nyerő csapatnak. Az 1966–67-es idényben a Northampton Town kapuját védte. 1967-ben Kanadába költözött, ahol néhány mérkőzésen pályára lépett a Toronto Falcons együttesében. Élete hátralévő részét is Kanadában töltötte. 

### A válogatottban
1958 és 1965 között 28 alkalommal szerepelt a skót válogatottban. Részt vett az 1958-as világbajnokságon, ahol a Franciaország elleni csoportmérkőzésen kezdőként lépett pályára. Jugoszlávia és Paraguay ellen nem kapott lehetőséget.

## Sikerei, díjai
Dundee FC
- Skót ligakupa-döntős (1): 1951–52

Tottenham Hotspur
- Angol bajnok (1): 1960–61
- Angol kupagyőztes (2): 1960–61, 1961–62
- Angol szuperkupagyőztes (2): 1961, 1962
- Kupagyőztesek Európa-kupája győztes (1): 1962–63